# Steven Adams (futbolista)
Steven Adams (Kumasi, Ghana; 28 de septiembre de 1989) es un futbolista ghanés. Juega en la posición de portero, y su equipo actual es el Cafetaleros de Tapachula de la Liga de Ascenso de México.

## Carrera
Desde 2004 hasta 2007 jugó en las categorías inferiores del Real Sportive Tema y en las de Hearts of Oak durante los años 2007 y 2008. Sin embargo, en el año 2009 pasó a ser jugador del Aduana Stars donde ha tenido una destacada participación hasta el momento. En el año 2010, su equipo, el Aduana Stars se adjudicó el título de campeón de la Liga de fútbol de Ghana, y Steven Adams fue partícipe de este logro.

### Clubes
| Club                     | País   | Año           |
| ------------------------ | ------ | ------------- |
| Aduana Stars             | Ghana  | 2009 - 2017   |
| Cafetaleros de Tapachula | México | 2017 - Actual |

## Selección nacional
Ha sido internacional con la Selección de fútbol de Ghana en seis ocasiones. En 2010 fue incluido en una lista de 30 jugadores para disputar la Copa Mundial de Fútbol de 2010 en Sudáfrica, sin embargo quedó excluido de la lista definitiva de 23 jugadores. En 2011 fue nuevamente convocado a la selección, esta vez para disputar el Campeonato Africano de Naciones de 2011 donde no tuvo participación alguna. Luego en 2014 participó en el Campeonato Africano de Naciones de 2014, logrando jugar los seis partidos de su selección.
El 12 de mayo de 2014 el entrenador de la selección de Ghana, Akwasi Appiah, incluyó a Adams en la lista preliminar de 26 jugadores preseleccionados para la Copa Mundial de Fútbol de 2014. Semanas después, el 1 de junio, fue ratificado en la lista final de 23 jugadores que viajarán a Brasil.

### Participaciones con la selección
| Campeonato                              | Sede      | Resultado      |
| --------------------------------------- | --------- | -------------- |
| Campeonato Africano de Naciones de 2011 | Sudán     | Primera fase   |
| Campeonato Africano de Naciones de 2014 | Sudáfrica | Subcampeón     |
| Copa Mundial de Fútbol de 2014          | Brasil    | Fase de grupos |

## Palmarés

### Campeonatos nacionales
| Título                  | Club         | País  | Año  |
| ----------------------- | ------------ | ----- | ---- |
| Liga de fútbol de Ghana | Aduana Stars | Ghana | 2010 |